# شهرستانک (کرج)
شهرستانک، (از ریشه‌ی شارستانک _شار:آبادی_ و در گویش محلی شارْسونک یا شَرسونک) روستایی در دهستان آسارا از توابع بخش آسارا واقع در شهرستان کرج در استان البرز ایران است. شهرستانک در قدیم مرکز بخش کن بوده که در اواخر سال ۱۳۲۶ ه‍.ش دهستان شمیران تبدیل به بخش و دهستان‌های ارنگه و لورا و شهرستانک ضمیمه بخش کرج شده‌است.
این روستا در ۵۵ کیلومتری شمال خاوری کرج و در مرز استان‌های البرز و تهران جای گرفته‌است. بلندای این روستا از سطح دریا ۲۱۹۰ متر و آب و هوای آن در زمستان سرد و تابستان معتدل و دلپذیر است.
شهرستانک یعنی شهر کوچک؛ همان‌طور که از نامش پیداست، منطقه‌ای بزرگ و آباد است. می‌گویند این ده بزرگ، در زمان پادشاهی قباد از سلسله ساسانی پایه‌گذاری شده است. آب چشمه‌سارهای این منطقه بسیار گواراست.

## زبان

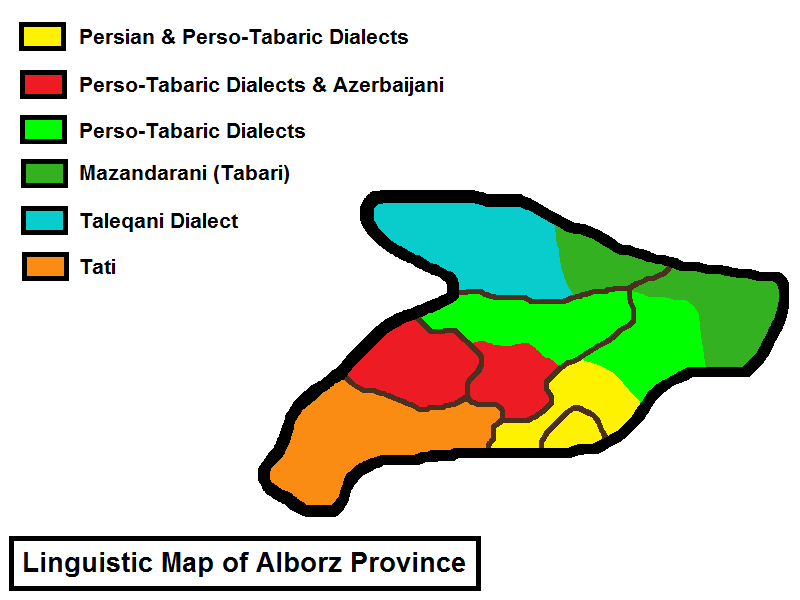
نقشهٔ زبانی استان البرز : رنگ زرد زبان فارسی و گویش‌های فارسی-مازندرانی(کرجی) ، رنگ قرمز گویش‌های فارسی-مازندرانی و آذربایجانی ، رنگ سبز روشن گویش‌های فارسی-مازندرانی ، رنگ سبز تیره زبان مازندرانی ، رنگ آبی گویش تاتی طالقانی ، رنگ نارنجی زبان تاتی

مردم شهرستانک به گویش قصرانی زبان مازندرانی صحبت می‌کنند.حسین کریمان در جلد دوم کتاب قصران کوهسران آورده‌است: منطقه قصران باستانی شامل مناطق لاوشان، فشم،میگون، شمشک، گاجره و روستاهای کوهپایه‌ای توچلال تا مناطق غربی رودخانه جاجرود. زبان عمومی مردم قصران لهجه‌ای از زبان باستانی پهلوی است که زبان طبری یا مازندرانی، که از ریشهٔ زبانهای دیرین ایرانی است، و عربی و اندکی ترکی، بدان درآمیخته و از زبان دری نیز در قرون اسلامی تأثیر یافته‌است، و هر چه از ری به مازندران نزدیک تر شوند بر میزان لهجهٔ مازندرانی به همان نسبت افزوده می‌شود، چنان‌که در لهجهٔ میگون و شهرستانک و لالان و زایگان و روته و گرمابدر و شمشک و دربندسر زبان مازندرانی غلبه دارد.

## جمعیت
جمعیت این روستا بر پایه سرشماری مرکز آمار ایران در سال ۱۳۸۵، ۱٬۰۴۸ نفر (۳۱۷ خانوار) بوده‌است.

## پیشینه
شهرستانک که روستایی کوهستانی در شمال کوه توچال است، روستایی تاریخی به‌شمار می‌رود و ناصرالدین شاه قاجار در آن کاخ ویژه‌ای داشته که امروزه با نام کاخ شهرستانک شناخته می‌شود.
جادهٔ ناصری، راهی که از روزگاران دور ری را به مازندران پیوند می‌داد و در دورهٔ قاجار گسترش یافت، از این آبادی می‌گذرد. امروزه هنوز کوهنوردان از این مسیر استفاده می‌کنند. در حال حاضر بهترین مسیر دسترسی به شهرستانک، راه آسفالتهٔ ۸ کیلومتری‌ای است که از جاده کرج-چالوس، نرسیده به گچسر جدا شده و در شهرستانک پایان می‌پذیرد. آزادراه تهران - شمال نیز از نزدیکی شهرستانک عبور می کند.که از تهران با طی مسافت ۳۲ کیلومتر می توان به شهرستانک رسید.
با نگاه به یادگارهای تاریخی به جا مانده، دیرینگی این روستا به سدهٔ ششم هجری قمری می‌رسد. قلعه دزدبند شهرستانک، تپه شنستون (شن ستون) و کاخ شهرستانک (کاخ ناصرالدین شاهی) از آثار تاریخی این روستا هستند.

## رودخانه شهرستانک
رودخانه‌ای از شاخه‌های رودخانۀ کرج در دهستان آسارا، واقع در شمال غرب شهرستان تهران.
این رودخانه از دامنه‌های قلۀ تاربیشه (ارتفاع: ۳.۱۵۰ متر) واقع در ۲۵ کیلومتری شمال تهران و دامنه‌های غربی کوه آهار بَشْم (ارتفاع: ۳.۱۲۵ متر) در ۱۲ کیلومتری شهر فشم، بازارک، شترگردن (اِشتِرگِردِن)، گردنه‌ی لت، لوارک، سی‌وسه چَم، نودشتک، دلستان، سرباز (مرجیَک‌نو)، زنگ‌ِتول (فراخ‌نو)، گندم‌چال، سرچشمه می‌گیرد.
رودخانۀ شهرستانک (که در ناحیه‌ی اتصال به رود چالوس-کرج، دوآب نامیده می‌شود)، با درازای حدود ۱۸ کیلومتر از رودخانه‌های حوضۀ دریاچۀ نمک قم به شمار می‌رود. شاخه‌های مختلف این رودخانه از چشمه‌های گَلْ‌کیله (لب جوی)، تیس‌فیشه (چشمه‌ی اصلی رودخانه‌ی شهرستانک. وجه تسمیه: «توس»: درخت توس که در اطراف چشمه روئیده و «بیشه»: جای سبز)، بندِبِن، دِریوئک، فیک‌دار چشمه (فیک‌دار: درخت بید)، سرخ‌بشمک، سه‌نَه دره، زردوِله و … با گذر از باغات دِزدبِن، سَرین‌تُوْرو، کَلوا، گوجه‌دره، علم‌سَر، جوئَر چالون (چالان بالائی)، شیک‌دره، آسیاب‌سر، قومیون تِوْرو و چالون، وارد روستای شهرستانک (بافت مسکونی ده) می‌شوند و پس از پیوستن به یکدیگر با حرکت به سوی شمال غرب، باغات بسال‌ده، سَربِسی، کافردره، مازون، روستای سرک و باغات گودر را آبیاری می‌کنند؛ رودخانۀ شهرستانک پس از دریافت آب رودخانۀ‌ لانیز در ۳ کیلومتری شمال غربی روستای سرک، به رودخانۀ کرج می‎پیوندد.
رودخانۀ شهرستانک از شاخه‌های دائمی رودخانۀ کرج به شمار می‌رود. فصل پرآبی آن، زمستان و روزهای آغازین بهار، و میانگین سالیانه‌ی آبدهی آن حدود ۲۰ مترمکعب بر ثانیه برابر ۶۳۰ میلیون مترمکعب در سال است. منبع تغذیۀ رودخانۀ شهرستانک بارش برف و باران بر قله‌ها و دشت‌های مرتفعی چون توچال، چمن‌مخمل، خاکچال، لوار، آهاربشم و چشمه‌های منطقه است. 

## جاذبه‌های گردشگری

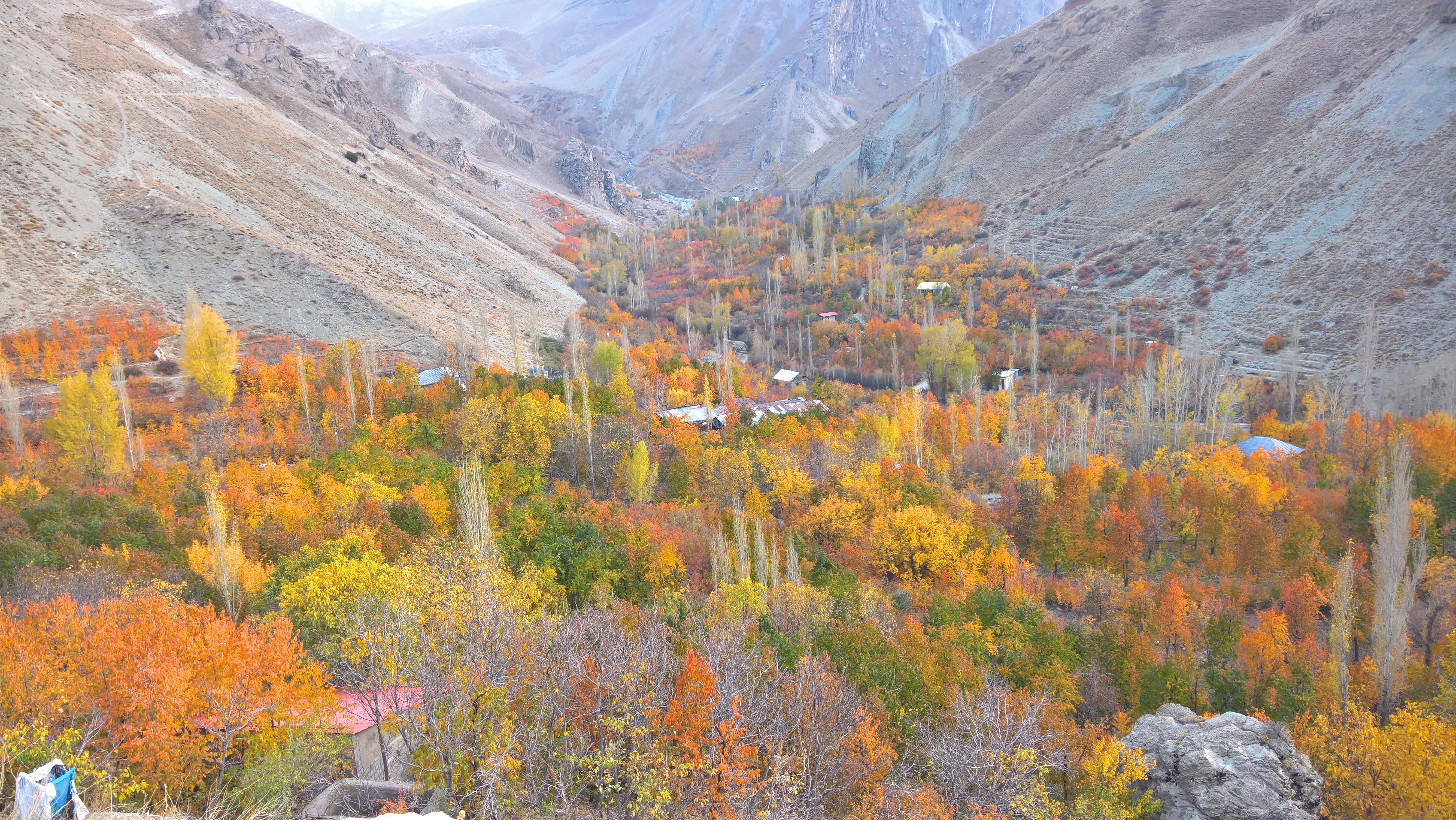
شهرستانک در فصل پاییز

### طبیعت شهرستانک
زمانی که تهران شهر کوچکی بود و جمعیت آن به دشواری به 150 هزار تَن می‌رسید، تابستان که می‌شد بیم آن می‌رفت که از بسیاریِ گرما، بیماری‌ها همه‌گیر شود. در این زمان بود که ناصرالدین‌شاه قاجار و درباریانش، به همراه خدمتکاران راهی ییلاقات می‌شدند و خود را از گزند گرما و بیماری می‌رهاندند.
یکی از ییلاقاتی که ناصرالدین‌شاه بدان دلبستگی بسیار داشت، روستای شهرستانک بود در شمال کوه توچال. هوای خوش و چشم‌انداز دل‌انگیز آن، دل از ناصرالدین‌شاه برده بود و شهرستانک جای دلخواهش شده بود. شاه دستور داد در آنجا کاخی ویژه بسازند. هنوز هم این کاخ پابرجاست.
شهرستانک روستای زیبایی ست. طبیعت آن دل می‌بَرد و هوایش در پاکیزگی کم‌مانند است. این روستای دلربا در مرز استان تهران و استان البرز جای دارد. با پایتخت 84 کیلومتر فاصله دارد و راه آن از جاده‌ی زیبای چالوس می‌گذرد. البته با احداث آزادراه تهران‌شمال فاصله به ۴۰ کیلومتر از عوارضی دهکده‌ی المپیک (سر آزادگان) تا قلب روستا (انتهای جاده‌ی دوآب) کاهش یافته است.
شهرستانک روستای کهنی است و دیرینگی آن دست کم به سده‌ی ششم هجری قمری (900 سال پیش) بازمی‌گردد. این گستره‌ی رشک‌برانگیز، آمیخته‌ای از تاریخ و طبیعت است. باغ‌هایش سرسبز و پُربار است و دیوار و حصاری ندارند و شاخه‌های درختان از میوه‌هایی مانند گیلاس، آلبالو، گردو، سیب، گلابی، زردآلود و توت، گران‌بار است. رودخانه‌ای از میان روستا می‌گذرد که از چشمه‌ای به نام «گل‌کیله» (به‌معنای لب جوی) و چشمه‌ساری پرآب به‌نام «تیس‌فیشه» (توس‌بیشه؛ که مملو از درختان وحشی توس است) سرچشمه می‌گیرد. آب آن گواراست و تشنگی را در فصل گرم سال، فرومی‌نشاند.
درخت کهنسالی که به گفته‌ای 2800 سال پیش ریشه گرفته است و هنوز هم سایه‌بخش است، شهرستانک را رنگ و رویی دیگر داده است. بومی‌ها به آن «اُرس» یا «هورست» می‌گویند. درباره‌ی اُرس شهرستانک افسانه‌های کهن بر سر زبان‌ها است. بلندای این کهن درخت به ۱۵ متر و پهنایش به ۱۲ متر می‌رسد. همانطور که پیداست، «هور» بمعنای خورشید و «رست» بمعنای روئیدن است. در زبان محلی به نوعی درخت سرو که بصورت طبیعی در کوهستان‌های منطقه بدون آبیاری و بصورت دیم می‌روئیده «هِوْرِست» و به مناطق پردرخت «هِوْرِستون» (هورستان) می‌گویند. البته بعدها بدلیل بریدن درختان و فروش هیزم تراکم هورستان‌ها کم شده و تقریبن منقرض شده‌اند. درخت کهنسال فوق‌الاشاره از این روند تاریخی جان سالم به‌در برده.
زمستان‌های روستای شهرستانک مالامال از برف و بوران است. بهار که می‌رسد، درختان شکوفه می‌دهند و بوی خوش گل‌ها، همه‌جا می‌پیچد. اما آنچه شهرستانک را بیشتر آوازه بخشیده، همان کاخ ناصرالدین‌شاهی است.
شهرستانک از روستاهای زیبا و شگفت‌انگیز ایران است. طبیعت آن رویایی است و ریشه‌هایش سیراب از تاریخی کهن. دیدن آن بی گمان سفری به یادماندنی است. آن اندازه به‌یادماندنی که دیدن دوباره و چندباره‌اش آرزویی ماندگار خواهد بود. موقعیت جغرافیایی این روستا به گونه‌ای است که از شمال به روستای کسیل، از جنوب به کن سولقان، از خاور به شکرآب و آهار و از باختر (:غرب) هم به لانیز و شلینک و سرک می‌رسد .

### قلعه دزدبند (قلعه دختر) شهرستانک
روی خط الراس کوه شهرستانک و بر بلندترین قله آن، از فاصله‌های بسیار دور، بنایی به چشم می‌خورد که در میان اهالی به قلعه دزدبند (قلعه دختر) شهرستانک معروف است. این بنا که در حال حاضر فقط پایه‌های سه اتاق و قسمتی از سقف یکی از اتاق‌های آن باقی مانده، با قلوه سنگ و ملاط ساروج ساخته شده و پوشش داخلی آن از گچ بوده‌است. آنچه هم‌اکنون بر جای مانده، حاکی از این است که این بنا قلعه نبوده، بلکه بیشتر به عنوان بنایی دیده‌بانی و اطلاع‌رسانی مورد استفاده بوده و ظاهراً نگهبانان و دیده بانان به وسیله آتش‌افروزی یا با روشن کردن چراغ‌های روغنی در داخل این بنا اطلاعات لازم را با یکدیگر رد و بدل می‌کردند. بررسی سفال‌های جمع‌آوری شده از داخل و اطراف بنا و همچنین بررسی نقشه، پلان و سبک معماری آن حاکی از اسلامی بودن آن است. قطعات سفال نشان می‌دهد که ظروف سفال استفاده شده دراین محل، نامرغوب، غیرتجملی و صرفاً جنبه کاربردی داشته‌است. سبک بنا و مصالح به کار رفته و سفال‌های پراکنده اطراف بنا شباهت زیادی به آثار دوره ایلخانی و تیموری دارد.

### تپه شنستون (شن ستان)
در قسمت جنوب دره گل کیله شهرستانک، دقیقاً قسمتی که باغ‌های میوه در بالای کوه به پایان می‌رسد، قطعات معتنابهی از سفال‌های قرمز رنگ با تمپرشن پراکنده‌اند. این قسمت از دره که کاملاً در دامنه کوه واقع شده به تپه شنستون معروف است. از زمین‌های تپه شنستون برای کشت‌های دیم استفاده می‌شود. به همین جهت قلوه سنگ‌های پراکنده در دامنه کوه جمع‌آوری شده و در جای جای دامنه روی هم انباشته شده‌است. با توجه به اینکه در دوران تاریخی بیشتر قبرستان‌ها در دامنه کوه‌ها ایجاد می‌شده و با وجود سفال‌های شبیه این دوره، در این محوطه، می‌توان گفت که تپه شنستون مربوط به چادرنشینان دوران تاریخی است.

### کاخ شهرستانک
در سال ۱۲۹۵ هجری قمری ، زمانی که 31 یکسال از پادشاهی ناصرالدین‌شاه سپری شده بود، شاه دستور ساخت کاخ شهرستانک را در دره گل کیله داد. سه سال زمان بُرد تا کاخ در محوطه‌ای 8000 متری ساخته شد. کاخ او ساختمان دو اشکوبه‌ای است که یک اشکوب آن ویژه‌ی اندرونیان و یک اشکوب دیگر ویژه‌ی همراهان درباری شاه بود. این کاخ در انتهای دره‌ی روستا، کنار رودخانه، ساخته شده است. ناصرالدین‌شاه از راه کالسکه‌ رو شاهی به گردنه‌ی آهار می‌آمد و از آنجا به شهرستانک سرازیر می‌شد!

کاخ ناصری در روستای شهرستانک، در سال 1376 خورشیدی ، ثبت ملی شد. بخش اندرونی کاخ را از زیر تلی از خاک بیرون آورند و مرمت کردند. در گوشه‌ی خاوری (:شرقی) کاخ ناصری کتیبه‌ای سنگی جای گرفته است که بلندای آن چهار متر است. روی این کتیبه نوشته‌ای وجود دارد که خوانا نیست. داستانی که اهالی روستا از این کتیبه بازگفت می‌کنند این است که این سنگ از صخره‌ای بر فراز کاخ ناصری جدا شده و به اینجا آمده و از آنجا که این سنگ هنگام فرو افتادن و غلتیدن به کاخ ناصری آسیبی نرساند شاه قاجار دستور داد که شرح این رخداد را بر روی همان سنگ بنویسند!

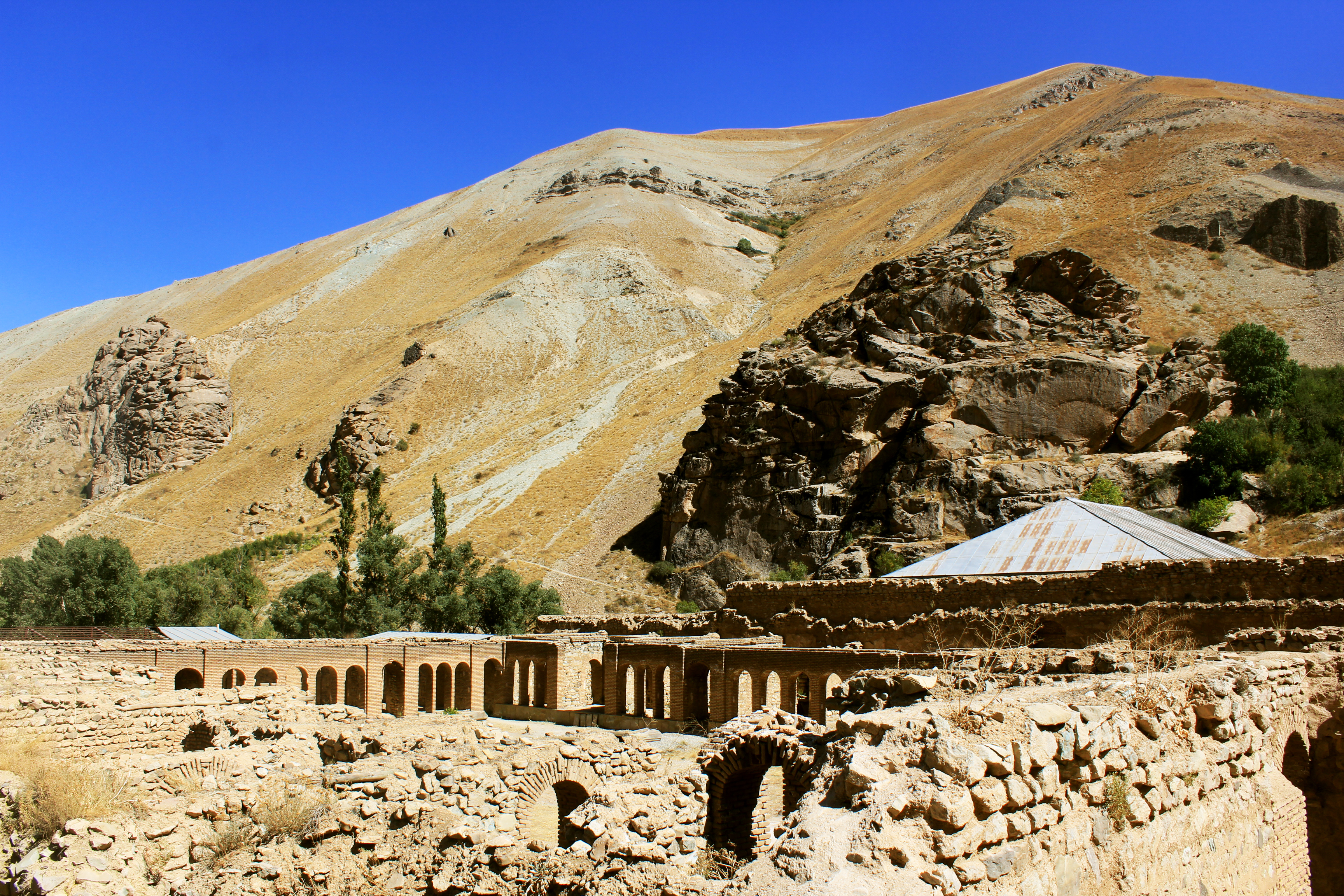
بازمانده‌های کاخ ناصرالدین شاه در شهرستانک (کاخ شهرستانک)

مجموعه بیرونی این عمارت در واقع حیاطی به شکل مستطیل که در چهار تراز طراحی شده، ورودی شاهی در تراز اول می‌باشد و ساختمان دیوانخانه در تراز چهارم و در دو طبقه احداث شده که داخل آن به وسیله کاغذ دیواری‌های الوان و گچ بری‌هایی در سقف تزئین شده‌است. بخش حرمسرا نیز مشتمل بر فضاهایی است که بر گرداگرد دو حیاط ساخته شده‌است. این دو حیاط به لحاظ وجود شیب در دو تراز با اختلاف سطح ۳ متر طراحی و ساخته شده‌است. *

### درخت سرو اورس دو هزار و هشتصد ساله
چه کسی فکر می‌کرد که کهنسال‌ترین موجود زنده ایران، نه سرو مشهور ابرکوه باشد و نه جایگاهش تا این حد نزدیک به پایتخت ایران؟ جایی که بیشتر از هر سرزمین دیگری در وطن قربانی توسعه شده و طبیعتش آسیب دیده‌است. چگونه است که این بانوی استوار توانسته در سخت‌ترین شرایط ممکن دوام آورد و همچنان شاداب و سرحال به زندگی ادامه دهد؟ بانویی که بر بنیاد مطالعات گاه‌شناسی درختی – dendrochronology – از روزگاران پرافتخار ایران در پیش از امپراتوری بزرگ هخامنش تا امروز را در جعبه سیاه خود محفوظ داشته‌است! نوشتار پیش رو، در ستایش این بانوی تهرانی است که سلاطین زیادی در زیر چتر گسترده سایه‌هایش ظهر تابستان را به سرآورده‌اند؛ سلاطینی که شاید در رأس همهٔ آنها ناصرالدین شاه قاجار، سلطان صاحبقران جای گرفته باشد …
به‌راستی که زیباتر از اُرس شهرستانک در کمتر جایی می‌توان دید. به‌ویژه شیب ملایم زمینی که درخت روی آن سربرآورده و رشد کرده است و پهنه‌ی سبزینه‌ی پیرامونش، تماشاگهی دل‌انگیز از این درخت ساخته است؛ تا بدان اندازه که چشم از دیدن و دل از ماندن، سیر نمی‌شود. تنه‌ی اُرس شهرستانک ستبر است و از این نگاه نیز در میان همه‌ی اُرس‌های کشور بی‌مانند دانسته شده است.
این اُرس کهن‌سال با دیرینگی‌ای 2800 ساله را باید در روستای شهرستانک دید، شگفت است و خیال‌انگیز هنگامی که به عمر دراز این درخت می‌نگریم. 2800 سال است که اُرس شهرستانک پایدار مانده است و همه‌ی روزگار و تاریخ ما را، از کهن زمان‌های باستانی تا به امروز، نگریسته و دَمی رهایمان نکرده است.
این را نیز تا از یاد نبرده‌ایم بگوییم که برخی از کارشناسان می‌گویند که چه‌بسا عمر این اُرس از 2800 سال نیز بیشتر باشد. بدین دلیل که شرایط دشوار جغرافیاییِ رویشگاه اُرس، رشد آن را از اندازه‌ی معمولی کُندتر ساخته است. به هرروی، ژرفای زیاد خاک و سطح پوششی گیاهی درخور اهمیتِ جایی که درخت شهرستانک سربرآورده، راز دیرزیستی و پایداری آن است.
جنسیت ارس شهرستانک، ماده است. بلندایی 17 متری دارد و تاج پوششی‌اش 141 متر مربع را دربرمی‌گیرد. میانگین قطر تنه‌ی درخت نیز به 250 سانتی‌متر می‌رسد. شگفت نیست که تنه‌ی اُرس شهرستانک پوسیدگی دارد و بخشی از پوست تنه‌ی آن کنده شده است. از آن‌رو که نزدیک به سه هزاره از زندگی آن می‌گذرد و در همه‌ی آن سده‌ها، در برابر دگرگونی‌های اقلیمی و زیست‌بومی، آسیب‌های ناگزیرانه‌ای دیده است.
شهرستانکی‌ها به اُرس کهن‌سال خود «هورست» می‌گویند. اینکه هورست به چه معناست؟ نمی‌دانیم! شاید هم شکل دگرگون‌یافته‌ی اُرس باشد.

### مقبره استاد عباس شهری شاعر معاصر
عباس شهری فرزند اسماعیل از شاعران نامی معاصر است. وی در سال ۱۲۸۹ خورشیدی در شهرستانک تهران متولد شد. پس از تحصیلات ابتدائی و متوسطه از دانشکده کشاورزی دانشگاه تهران در رشته کشاورزی دانشنامه گرفت. سپس در وزارت کشاورزی به کار مشغول شد و مشاغل متعدد یافت تا بازنشسته گردید. در انواع شعر مهارت دارد ولی هنر ویژه وی در سرودن مثنویهای اخلاقی و اجتماعی است.
نمونه شعر او:
آن شنیدم که خیراندیشی
گفت با دل شکسته درویشی
بعد از این واگذار خرقه و دلق
زندگی کن چون دیگران با خلق
با کسی گفتگو نداری چیست؟
سر گفت و شنو نداری چیست؟
چون شنید این سخن ازو درویش
گفت: ای مرد پاک خیراندیش
خلق را رنگ و روی می‌باید
وین هنرها ز ما نمی‌آید
دره شهرستانک دارای آب و هوایی معتدل و سرد است. رودخانه‌ای نسبتاً پرآب از وسط آبادی می‌گذرد که در نهایت به رودخانه کرج می‌ریزد. کوه تاپیشه، در ۴ کیلومتری شرق و کوه شهرستانک در ۲ کیلومتری شمال آن واقع شده‌است.

### آتشگاه قصران

#### قصران(معرب کوهسران)
از نظر تاریخی ناحیه ای بزرگ و کوهستانی است و در شمال جلگهٔ ری قرار دارد و سرزمینی است که محدوده ای از خاور به باختر میان کوه دماوند تا طالقان و از جنوب به شمال میان شهر ری باستان تا مرز مازندران را دربردارد و تهران پایتخت ایران که اکنون بدین پایه از اعتبار و عظمت رسیده‌است در گذشته بخشی کوچک از قصران به‌شمار می‌آمده‌است و خود قصران نیز یکی از شهرستان‌های عمدهٔ ری قدیم بوده‌است. منطقه قصران شامل دو بخش بنام‌های قصران داخل (درونی یا علیا) و قصران خارج (بیرونی یا سفلی) می‌باشد که قصران علیا همان لواسانات تاریخی است که شامل شهرهای لواسان، فشم،میگون، آسارا، شمشک، بخش‌های رودبارقصران، جاجرود و آسارا، شهرستان پردیس، دهستان لواسان کوچک، دهستان لواسان بزرگ، دهستان سیاهرود، شهرستانک، سرک، لورا و دشت لار بوده و مناطق کوهستانی و ییلاقی - تفریحی فراوانی از جمله پیست اسکی شمشک، دیزین و پیست اسکی دربندسر را نیز فراگرفته‌است. قصران سفلی یا بیرونی همه محدودهٔ شهر تهران، کن، سلوقان، طرشت، شهر شمیران شامل تجریش، جماران، نیاوران، ولنجک و غیره و نواحی مختلف شهر تهران بجز شهرری را در بر می‌گیرد.

#### آتشگاه قصران
در بلندی‌های کوه شهرستانک نیز بازمانده‌ی دژی (:قلعه‌ای) هنوز پیداست که به آن «قلعه دزدبند» یا «قلعه دختر» می‌گویند. این دژ برج دیدبانی بوده است و دیرینگی تاریخی دارد. دژ دزبند را از قلوه‌سنگ و ملات ساروج ساخته‌اند. آنچه اکنون از دژ شهرستانک برجای مانده بخشی از سقف یکی از اتاق‌ها است. در این برج دیدبانی، سفال‌های کهنی یافت شده است و پیشینه‌ی آن به روزگار ایلخانان و تیموریان در سده‌های هشتم و نهم مهی، برمی‌گردد.
در سوی جنوب دره تپه‌ای جای دارد که هیچ درخت میوه‌ای در آن نیست و تنها تکه‌های سفال قرمز بر روی آن دیده می‌شود. بومی‌ها به این تپه شنستون می‌گویند. کشاورزان شهرستانک از زمین‌های این تپه برای کشت دیم بهره می‌برند.

##### جایگاه جغرافیایی آتشگاه
این آتشگاه بر روی خط الراس شمالی – جنوبی مار به کوه ها و تیغه ی کوههای آن حدود که از کوههای کلوم بستک شاخه های گاجره و شمشک تا توچال ادامه می یابد واقع است. بلندای جای آتشگاه از سطح دریا در حدود 3120 متر و یا 10233 پاست. طول جغرافیایی آن 51 درجه و 24 دقیقه ، و عرض جغرافیایی آن 35 درجه و 57 دقیقه و 24 ثانیه است. آتشگاه از چکاد توچال کمتر از ده کیلومتر فاصله دارد ، و با چشم غیرمسلح به راحتی از توچال دیده می شود ، ولی به عنوان آتشگاه تاکنون کسی بدان توجهی نکرده است. آتشگاه در شمال راه مالروی آهار به شهرستانک در بلندایی به فاصله ی 320 متر از فاصله ی کم را پیاده در مدت یک ساعت به زحمت می توان پیمود. آتشگاه را به خط راست از سوی خاور از دیه آهار شش کیلومتر و نیم و از سوی باختر از دیه شهرستانک 5 کیلومتر و نیم فاصله است که مسافت آنها از راه مالرو به سبب پیچ و خمهای کوهستان نزدیک به 2 کیلومتر بر اعداد بالا افزوده می شود.
مناظر آبادی های واقع در سوی خاور به باختر این محل ، و همچنین چکاد دماوند از آنجا بسیار زیبا و دیدنی است. دیه های شهرستانک و سرک و باغها و مزارع جالب آنها در باختر و دیه آهار و میگون و اوشان و باغهای باصفای آنها در خاور به خوبی دیده میشود. در جنوب خاوری آتشگاه در فاصله چهار کیلومتری به خط راست ، در میان دره ای خرم و مصفا و باغهای سرسبز فرخ بخش ، آثار و بقایا و رسوم و آبادیی کهنه و قدیمی به چشم میخورد ، که آن را اکنون به سبب خوشی و گوارایی و خنکی آبش «شکراب» نامند ، که به شوندهایی که در همین بحث خواهد آمد به عهد باستان به آتشگاه وابسته بوده و «ارنگیز» یا «ارنگیزان» نام داشته است ؛ و به دوره اسلامی نیز هم اکنون بقعه پنج تن از سادات و امامزادگان مدفون در آنجا است.

##### آتشگاه بودن این بنا
در ناحیه قصران بناهای بازمانده از زمانهای تاریخی گذشته فراوان است که از آن میان یکی همین بنای مورد بحث است که آتشگاه بوده است و نگارنده در گذشته به مناسبت جشن 2500 ساله ی شاهنشاهی ایران نوشتاری در این مورد فراهم آورد و پیشکش داشت ، و در اینجا بخش هایی از آن را می آورد : در آیین زرتشت اصرار رفته است که در کجا که گروهی از زرتشتیان اقامت می کنند ، و آنجا را وطن می گیرند ، آتشگاهی به وجود آورند ، این دستور در همه نسکهای دینی زرتشتیان ثبت است. به طور کلی آتشکده ها به سه دسته بخش بندی میشود :
1 – آتش دادگاه : این آتش همان آتش آتشدان خانه هاست ، و مراسم تقدیس ندارد و آتش خانوادگی است ، و آنرا جان خانواده می پندارند. و مقام آن با کدخدای خانه برابر است.
2 – آتش آدران : این آتش را آتش آدریان یا درمهر نیز می خوانند. پایه و رتبت این آتش بالاتر از مقام آتش دادگاه است. این آتش به دیه ها و بلوک بزرگ و شهرها اختصاص دارد. آتش آتشگاه قصران از این نمونه است.
3 – آتش ورهرام : مقام آتش ورهرام برتر از دیگر آتش هاست ، و به باور زرتشتیان ستایش و احترام این آتش بر همگان واجب بود.
از آبادیهای قصران خارج آنچه به نزدیکی ری واقع بوده اند بی گمان از نظر برگزاری مراسم دینی به آتشگاه بزرگ ری ، دارای آتش ورهرام ، بستگی داشته اند ، بقایای آتشگاه ری در سوی راست راه ری به ورامین در محل موسوم به تپه میل اکنون باقی است ، ولی قصران داخل و آبادیهای دور از ری قصران خارج را آتشگاه ویژه یا آتش آدران بوده است.

##### تعریف بنا و وضع کنونی و نقشه ی آتشگاه قصران
این آدران بر روی صخره ای بلند از سنگهای شیست بنیان یافته است.
گزینش این محل تصادفی نبوده است بلکه در تعیین آن ، همه ی مناسبات و جهات رعایت گردیده است. در میان مرتفعات آن حدود ، این نقطه تنها محلی است که از آنجا آبادیهای بیشتری از دیه های قصران پیداست ، و بر دره های بزرگ آن حدود همچون دره ی شهرستانک در باختر و دره آهار و ایگل و اوشان در جنوب خاوری و دره ی میگون در خاور مشرف است ، و کوه دماوند و چکاد توچال و رشته های کوه کلوم بستک و گاجره و کسیل از آنجا به خوبی نمایان است.

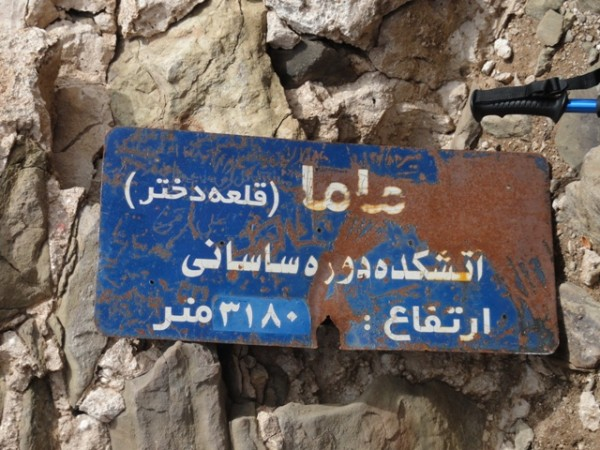
آتشکده قصران

پهنه ای که آتشگاه بر روی آن ساخته شده است به شکل چهارگوش است که هر وجه آن نزدیک به 10 متر و شیب آن از جنوب به شمال نزدیک به 1.80 متر است که از مصالح فشرده ی سنگ و ملاط گچ شیب را پر کرده اند ، و همه ی بنا نیز با همین مصالح ساخته شده است. ابعاد کل این بنای مربع شکل ده متر و نود و پنج سانتی متر در نه متر و نود سانتی متر است ، که در اصل دو اشکوبه بوده است ، ولی آنچه اکنون مشهود است بقایای دو تالار و یک دالان از اشکوب نخست است. درازای تالارها چهار متر و شصت سانتی متر و پهنای تالار باختری سه متر و پانزده سانتی متر و پهنای تالار خاوری دو متر و شصت سانتی متر است. ورودی هر دو تالار از دالانی است که در جنوب بنا شده است. درازای این دالان هفت متر و پهنای آن دو متر و نیمه خاوری آن از جنوب باز بوده است. و گویا دری نیز از سوی باختر داشته است که محل آن نیز اکنون باز است. آفتاب به درون تالارها نمی تابیده است. تالار باختری به سبب بسته بودن جلوی ایوان از جنوب ، تاریک تر بوده است ، و باید چنین پنداشت که آتش سپندینه در این تالار که هم بزرگتر و هم تاریکتر بوده نگهداری می شده است ، و در برگزاری مراسم و تشریفات دینی از این آتش می گرفتند و به اشکوب بالا که بنای آن به قیاس آتشگاه های دیگر گویا چهارتاقی و از چهار سو باز بوده است می بردند ، و آیین نیایش در آن فضای باز انجام می پذیرفته است. روکاری دیوارهای به جا مانده در اثر گزند فراوانی که در طی دوره ها و سده ها از باد و باران و تابش آفتاب دیده ، نرم و خردشده و ریخته است. پوشش تالارها و دالان که هنوز کمی بجاست از تاق گهواره ای بوده است. بلندی بنا از کف تا روی بام حدود چهار متر و نیم و تا زیر سقف سه متر و پنجاه و هشت سانتی متر و کلفتی تاق نود و دو سانتی متر است. اصل بنا که بخش بزرگی از اشکوب نخست و همه ی اشکوب دوم آن از بین رفته است از سنگ لاشه و ملاط گچ به روش معمول در آغاز دوره ساسانیان با قالب دبه ساخته شده است. مغز دیوارها بسیار سخت و محکم است ولی بخش هایی از قشر دیوارها و تیزیها و گوشه ها و زوایه های بیرونی آنها پوسیده و نرم شده و ریخته است. پاره سنگها و کلوخ های ملاط و گچ و خاک سقف دیوارهای ویران شده در پای بنا و نیز در فاصله های دورتر به جاست. گوشه هایی از بنا و کف آن از آسیب کلنگ گنج جویان ویران شده است. گویا این آدران را به دوره آبادی یک یا دو بنای فرعی سبک کناری نیز بوده است که در طی یازده سده که از ویرانی آن می گذرد ، در آن قله ی بلند به شوند باد و طوفان و رعد و تگرگ و برف و یخبندان سخت و تابش آفتاب گرم روز به کلی نابود و نشانه های آن زدوده شده است.
دیوارهای بنا به صورت مستقل از یکدیگر ساخته شده ، و در مقاطع به هم پیوند ندارند. گویا نخست دیوارهای خاوری و باختری و دیوارهای میانی را به وجود آورده اند که گنبدهای تالارها بر روی آنها گذارده شده است ، و سپس دیوار شمالی و جنوبی و دیوار داخلی راهرو را ساخته اند که بعدها بر فراز آن گنبد نهاده اند. در به وجود آوردن این بنا چوب ، چه به صورت قالب دبه (Coffrage) و چه به صورت قالب کمربندی (Cintrage) فراوان به کار گرفته شده است.

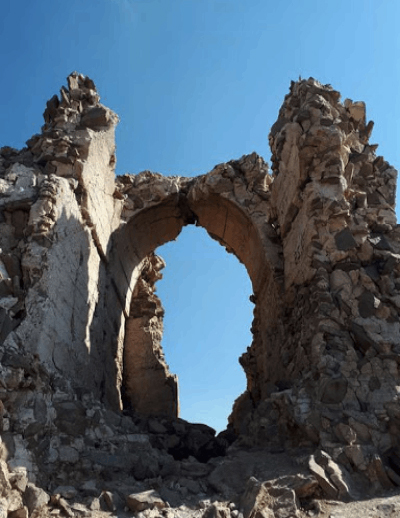
آتشکده قصران

دیوار میانی بین دو تالار را به هنگام ساختن گنبدها در قالب ریخته و ساخته اند. نشانه ی تخته چوب های قالبها بر روی دیوارها کاملا پیداست ، و بخشی از ملاطی که در قالب می ریخته اند ، و در روی سطح کوچک جنوبی و شمالی این دیوار برگشته است به روشنی دیده می شود. همچنین دیوارهای خاوری و باختری از داخل قالبگیری شده است.
گنبدها بیضی شکل با تخته سنگها روی قالب هلالی تاق گذاشته شده است. گنبدها بر روی دیوارها با پیش آمدگی به میزان 0.05 متر آغاز گردیده است. بر روی هر دیوار سه حفره با قطر 0.20 متر وجود دارد ، که برای تحمل چوب بست تاقها و کفهای موقتی بوده است. آنچه از چوبها در این بنا به جا مانده است همه با پوششی از ملاط ویژه پوشانیده شده است تا از عوارض طبیعی نگهداری شود. از این چوبها تا سالهای اخیر مقداری به جا مانده بود و اکنون جز اندکی همه از بین رفته است. مهراز (معمار) به وجود آوردنده ی بنا را به کیفیت تهیه ی ملاط توجهی ویژه داشته است ، و در این باره بیش از تهیه ی سنگهای دیوار کوشش داشته است. سنگها ورقه هایی از شیست کم ستبراست. این سنگ به راحتی ورقه ورقه می شود و همین نکته شوند سنگ چینی به شکل پشت ماهی است که به روشنی در دیوارهای خاور و باختر فابل دیدن است. از آثار به جا مانده نمی توان دانست که این بنا را پیرایه های نیز بوده است یا نه؟. راهرو و دورسازی تالار که در بالا قرار دارد امکان تصور ساختن نوعی پیرایه به صورت منبت یا مولور(Moulure) را می دهد؛ دور از ذهن نیست که درون ساختمان به شیوه ای زیبا و ظریف گچ کاری شده بوده باشد. در تمام آتشگاه های بازمانده از دوره ساسانی آرایش نخستین از بین رفته و اندود زیر آن نیز فروریخته و در نتیجه اصل دیوار با مصالح نخستین نمایان است.
کفهای درون بنای آدران قصران که تا حدودی دست نخورده مانده است از قشر ستبری از ملاط (4 تا 5 سانتی متر) که بر روی پی یا سکویی سنگی قرار گرفته پوشیده شده است. ورودی بنا از ایوان یا دالان جنوبی است که گویا از درگاه باختری یا حنوبی وارد آن می شده اند. گواه هایی مبنی بر اینکه این آدران دو اشکوبه بوده است وجود دارد که بزرگ ترین این نشانه ها بلندتر بودن بقایای دیوار شمال – جنوبی در میان دو تالار این آدران از اندازه یک اشکوبه است ، و چون این دیوار در میان بنا واقع است و از رخدادها به دور بوده ، سالم تر مانده است. دیگر از نشانه های نشان دهنده دو اشکوبه بودن این آدران بقایای سنگ و کلوخ موجود در پای بناست که تا نقطه های دور در پیرامون پراکنده شده است ، و با آنکه در طی دوره ها و سده ها ، حوادث طبیعی سنگها و کلوخها را خرد و نرم و نابود کرده اند ، آنچه هم اکنون موجود است از اندازه ی ویرانه ی یک بنای یک اشکوبه زیادتر است. دیگر از نشانه ها نبودن محلی چهارگوشه یا چهارتاقی که آتش سپندینه در آنجا مورد نیایش قرار می گیرد ، در بقایای آثار موجود است که گویا باید چنین پنداشت که این چهارتاقی در اشکوب بالایی قرار داشته است و مردم آنجا پس از گرویدن به اسلام ، آن چهارتاقی را نابود کرده اند.

##### تاریخچه بنای آتشگاه قصران و ویرانی و درازای پابرجا بودن آن
بنای این آدران به حکم گواه ها از جمله سن یابی که به روش کربن14 بر روی تکه چوبی که در گوشه ی باختری دیوار جنوبی دالان آتشگاه انجام گرفته سن آنرا 265 میلادی با تقریب 75سال (265±75میلادی) تعیین کرده اند که نتیجه همان دوره اردشیر یا آغاز ساسانیان می شود ، گواه دوم ، همانندی بنا و مصالح به کار رفته در بنا نشان از آتشگاه های پایان دوران اشکانیان و آغاز دوره ساسانیان دارد و سومین گواه اینکه در زمان ساسانیان دین زرتشت دین رسمی کشور شد و بر شمار آتشگاه ها در سراسر ایران افزوده شد.